# Pafman in U.S.A.
Pafman in U.S.A. es una de las historietas de Pafman creada por Joaquín Cera en 2006 y publicada dentro de la colección Top Cómic.

## Publicación
Un año después de publicar La noche de los vivos murientes, en 2006 fue publicado Pafman in U.S.A., en dicho tomo se disminuyó el número de páginas a 48 eliminando los extras que tenían los tomos anteriores.
El álbum fue reditado en 2010 junto con Pafman redevuelve y La noche de los vivos murientes.

## Argumento
Pafman, Pafcat y Tina Tonas viajan a Estados Unidos a la Convención Mundial de Defensores de la Ley, el Dr. Ganyuflo acaba de ser liberado del psiquiátrico y realiza un complot para presentar a Pafman como culpable de asesinato. A lo largo del tomo se hacen numerosos gags sobre estereotipos estadounidenses.